# Moltrasio
Moltrasio (lombardul: Moltras) település Olaszországban, Lombardia régióban, Como megyében. Lakosainak száma 1509 fő (2023. január 1.). Moltrasio Blevio, Carate Urio, Schignano, Cernobbio, Torno, Breggia és Ticino kanton községekkel határos.

## Népesség
A település lakossága az elmúlt években az alábbi módon változott:
| Lakosok száma | 1610 | 1621 | 1509 |
|               | 2017 | 2018 | 2023 |